# Ceratophysella katraensis
Ceratophysella katraensis är en urinsektsart som först beskrevs av Kaomud Tyagi och Usha Baijal 1972.  Ceratophysella katraensis ingår i släktet Ceratophysella och familjen Hypogastruridae. Inga underarter finns listade i Catalogue of Life.